# Indianapolis, Pittsburgh and Cleveland Railroad
Die Indianapolis, Pittsburgh and Cleveland Railroad war eine amerikanische Eisenbahngesellschaft im Bundesstaat Indiana.
Die 1848 als Indianapolis and Bellefontaine Railroad (I&B) gegründete Gesellschaft errichtete eine 135 Kilometer lange Bahnstrecke zwischen Indianapolis und der Staatsgrenze zu Ohio bei Union City. Für den Bau der Strecke setzte sich unter anderem der Kongressabgeordnete Oliver H. Smith ein.
Die I&B baute die Bahnstrecke in der Ohiospur von 1473 mm (4 Fuß 10 Zoll), wechselte aber bald zur Normalspur. Die Bauarbeiten begannen unmittelbar nach der Gründung und wurden im Januar 1853 abgeschlossen und die Strecke eröffnet. Zusammen mit der Bellefontaine and Indiana Railroad aus Ohio wurde damit eine Bahnstrecke zwischen Indianapolis und Galion verwirklicht.
Am 19. Dezember 1854 wurde die Gesellschaft in Indianapolis, Pittsburgh & Cleveland Railroad umbenannt. Am 22. Dezember 1864 wurde sie mit der Bellefontaine and Indiana Railroad zur Bellefontaine Railroad vereinigt. Am 14. Mai 1868 wurde diese Gesellschaft in die Cleveland, Columbus, Cincinnati and Indianapolis Railway fusioniert. Heute ist die Bahnstrecke Teil des Streckennetzes der CSX Transportation.
Am 31. Mai 1850 gründete die Gesellschaft zusammen mit  der Madison and Indianapolis Railroad (M&I) und der Terre Haute and Richmond Railroad die Union Track Railway (ab 1853 Indianapolis Union Railway) um verschiedene Bahnanlagen in und um Indianapolis, unter anderem die Indianapolis Union Station,  gemeinsam zu betreiben.